# Вяземский, Александр Николаевич
Не следует путать с костромским уездным предводителем дворянства Александром Николаевичем Вяземским (1775—1836)
Князь Алекса́ндр Никола́евич Вя́земский 2-й (15 (27) марта 1804 — 1865) — декабрист из рода Вяземских.

## Биография
Младший сын полковника князя Николая Семёновича Вяземского (1768—1833) от брака с Александрой Петровной Римской-Корсаковой (1766—1823). В службу вступил 6 июня 1820 года юнкером в Учебный Карабинерный полк. С 31 декабря 1820 года — прапорщик. 1 февраля 1823 года вместе со старшим братом Андреем, переведён корнетом в Кавалергардский полк.
Был членом петербургской ячейки Южного общества, участвовал в деятельности Северного общества и в восстании на Сенатской площади 14 декабря 1825 году. С 16 декабря содержался на гауптвахте. 11 июня 1826 года по высочайшему повелению был выпущен из под ареста, так как 

знал только то, что цель оного была введение конституции; в члены никого не принял, в совещаниях Общества не был, в происшествии 14 декабря никакого участия не брал
Император Николай I перевёл Вяземского, с сохранением звания, в Санкт-Петербургский драгунский полк и приказал ежемесячно доносить о его поведении. Принимал участие в русско-турецкой войне 1828—1829 гг. Отличился при штурме Адрианополя и был произведён в поручики; в 1830 году переведён в Ингерманландский гусарский полк; в 1832 году по семейным обстоятельствам был уволен от службы.
За участие в декабристском движении отец лишил Вяземского наследства, но старший брат после смерти их родителя в 1833 году, отдал ему половину рязанских имений и все костромские. По воспоминаниям его тетки Е. П. Яньковой:

князь Александр был красив лицом, имел глаза голубые, прекрасные, но со взглядом до того пронзительным, что он становился иногда неприятен. Был умен, но очень вспыльчив, насмешлив и дерзок на ответы. Живя в Москве, он часто менял наемные дома, иногда и не без причины. Он был большой игрок, выигрывал и проигрывал десятки тысяч, и к нему по вечерам часто собирались игроки играть в банк. 
Последние годы проводил много времени в своих костромских имениях в Приезжевке и Ременново. Скончался в 1865 году.

## Семья
Первая жена (с 12 февраля 1832 года) — Александра Александровна Римская-Корсакова (06.03.1803—1860), дочь известной на всю Москву Марии Ивановны и Александра Яковлевича Римских-Корсаковых; свояченица композитора А. А. Алябьева. По словам современницы, юная Алина была очень хороша собой, высока, стройна, недурна лицом и с прекрасными, очень выразительными и привлекательными глазами. В неё был влюблен граф Н. А. Самойлов, ею был увлечен Пушкин, её имя есть в донжуанском списке поэта. Князю Вяземскому она давно нравилась, и он увивался около неё, но его отец и слышать не хотел о женитьбе. Но упрямство сына победило, и он позволил свататься. Брак их не был счастливым. Александра Александровна вела совершенно бездеятельную жизнь, хозяйкой была плохой, ни о чём понятия не имела. Её подорванное здоровье частым кровопусканием отразилось на её психическом состоянии. Она имела злой нрав и очень круто обходилась со своей прислугой, допекая её и окружающих своей чрезмерной брезгливостью. Все это привело к разрыву с мужем. Умерла почти умопомешанной в марте 1860 года и была похоронена в селе Нерле Пензенской губернии. В браке было три сына умершие в детстве: Николай (1833— ?), Лев и Алексей.
Вторая жена — Софья Дмитриевна Карцева (1825—14.07.1895), дочь поручика Дмитрия Степановича Карцева и внучка С. П. Татищева. Брак был недолгим. Умерла от «жирового перерождения сердца» в Крыму, похоронена на Аутском кладбище в Ялте.